# Tricimba pilosa
Tricimba pilosa är en tvåvingeart som beskrevs av Ismay 1993. Tricimba pilosa ingår i släktet Tricimba och familjen fritflugor. Inga underarter finns listade i Catalogue of Life.